# De Pere
De Pere är en stad i Brown County i den amerikanska delstaten Wisconsin i USA. 2004 hade De Pere ett invånarantal på 22 875. Den har enligt United States Census Bureau en area på 29,3 km². 

## Vänorter
- Åmål, Sverige